# Zwalczanie okrętów podwodnych

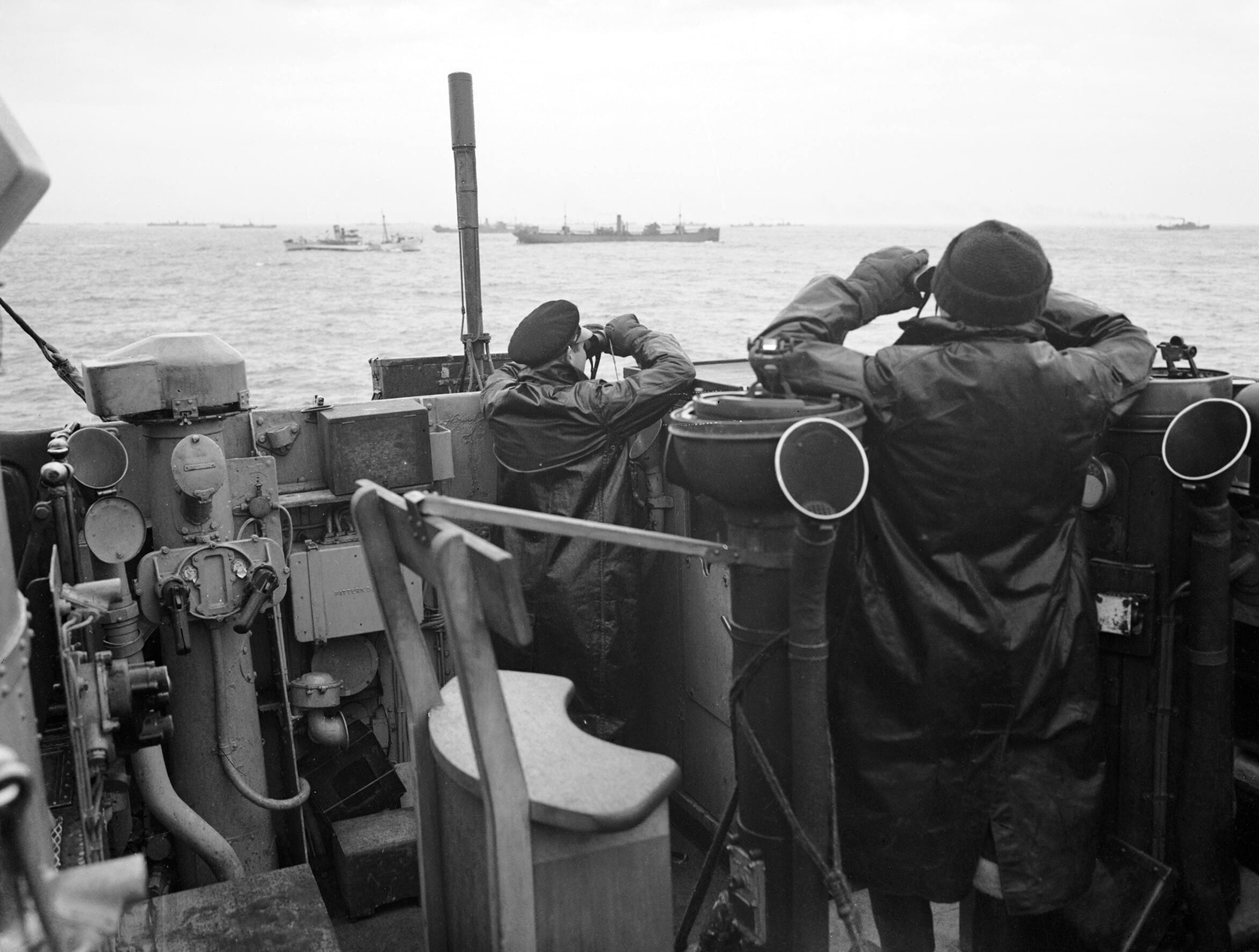
Oficerowie na mostku niszczyciela płynącego w eskorcie konwoju obserwują ocean w poszukiwaniu okrętów podwodnych podczas bitwy o Atlantyk, październik 1941

Zwalczanie okrętów podwodnych (ZOP, ang. ASW – Anti-Submarine Warfare) – dział morskiej sztuki wojennej, który stawia sobie za cel wykrywanie i niszczenie (uszkodzenie) wrogich okrętów podwodnych przy pomocy własnych okrętów nawodnych i podwodnych, min przeciwpodwodnych oraz samolotów i helikopterów.
Jak wiele innych form sztuki wojennej, efektywne prowadzenie wojny przeciwpodwodnej zależy od zaawansowanej techniki, jak i doświadczenia oraz szczęścia. Skomplikowane wyposażenie sonarowe, potrzebne, aby najpierw wykryć, a następnie śledzić wrogi okręt podwodny, to kluczowy element ZOP. Aby zniszczyć okręt podwodny stosuje się zarówno torpedy, jak i miny morskie, wystrzeliwane z powietrza, z powierzchni i spod wody.

## Rozwój techniki walki przeciwpodwodnej

### I wojna światowa
Podczas I wojny światowej okręty podwodne stały się nowym zagrożeniem. Początkowo ich użycie było ograniczone do względnie spokojnych i bezpiecznych akwenów, a ówczesne okręty ZOP były małe i szybkie, a zwalczały okręty podwodne przy pomocy dział i w dużej mierze w oparciu o szczęście. Bazowano wtedy głównie na założeniu, że okręty podwodne bardzo często znajdowały się na powierzchni, np. w celu ładowania akumulatorów albo zmiany rejonu patrolowania. Pierwszą próbą ochrony okrętów była sieć zaporowa zamontowana z boków pancerników jako zabezpieczenie przed torpedami. Sieci zagrodowe były także stawiane wzdłuż wejść do portów i baz morskich, aby uniemożliwić wrogim okrętom podwodnym wejście do środka lub oddanie strzału torpedowego z większej odległości. Do wykrywania niemieckich okrętów zaczęto stosować podwodne mikrofony zwane hydrofonami, a pierwszym okrętem zlokalizowanym przy użyciu tego urządzenia był niemiecki UC-3 zatopiony 23 kwietnia 1916, który stał się także pierwszą ofiarą bomb głębinowych. Na początku 1917 Royal Navy opracowała pętlę indukcyjną, zbudowaną z długich położonych na dnie morskim kabli elektrycznych, dzięki którym można było wykrywać zmianę pola magnetycznego spowodowaną przepływającymi ponad nimi wrogimi okrętami. Royal Navy używała pętli w połączeniu z minami detonowanymi ze stacji nabrzeżnych w chwili, gdy wskazówka galwanometru poruszyła się wskazując na obecność stalowego kadłuba wrogiego okrętu. Zespoły pętli indukcyjnych używanych wraz z minami były określane mianem pętli strażniczych. Do patrolowania morza używane były także wodnosamoloty i sterowce, a pierwszym pilotem, który zatopił okręt podwodny wroga był Fregatten-Leutnant Walter Zelezny, który 15 września 1916 używając należącej do lotnictwa marynarki Austro-Węgier łodzi latającej T1 Lohner o numerze bocznym L135 zatopił francuski okręt Foucault Q-70 dowodzony przez kapitana LV Léona Henri Dévina. Pod koniec wojny pojawił się sonar, ale prace nad nim zarzucono. Najskuteczniejszym sposobem przeciwdziałania okrętom podwodnym okazało się grupowanie statków w konwoje.

### II wojna światowa

#### Bitwa o Atlantyk

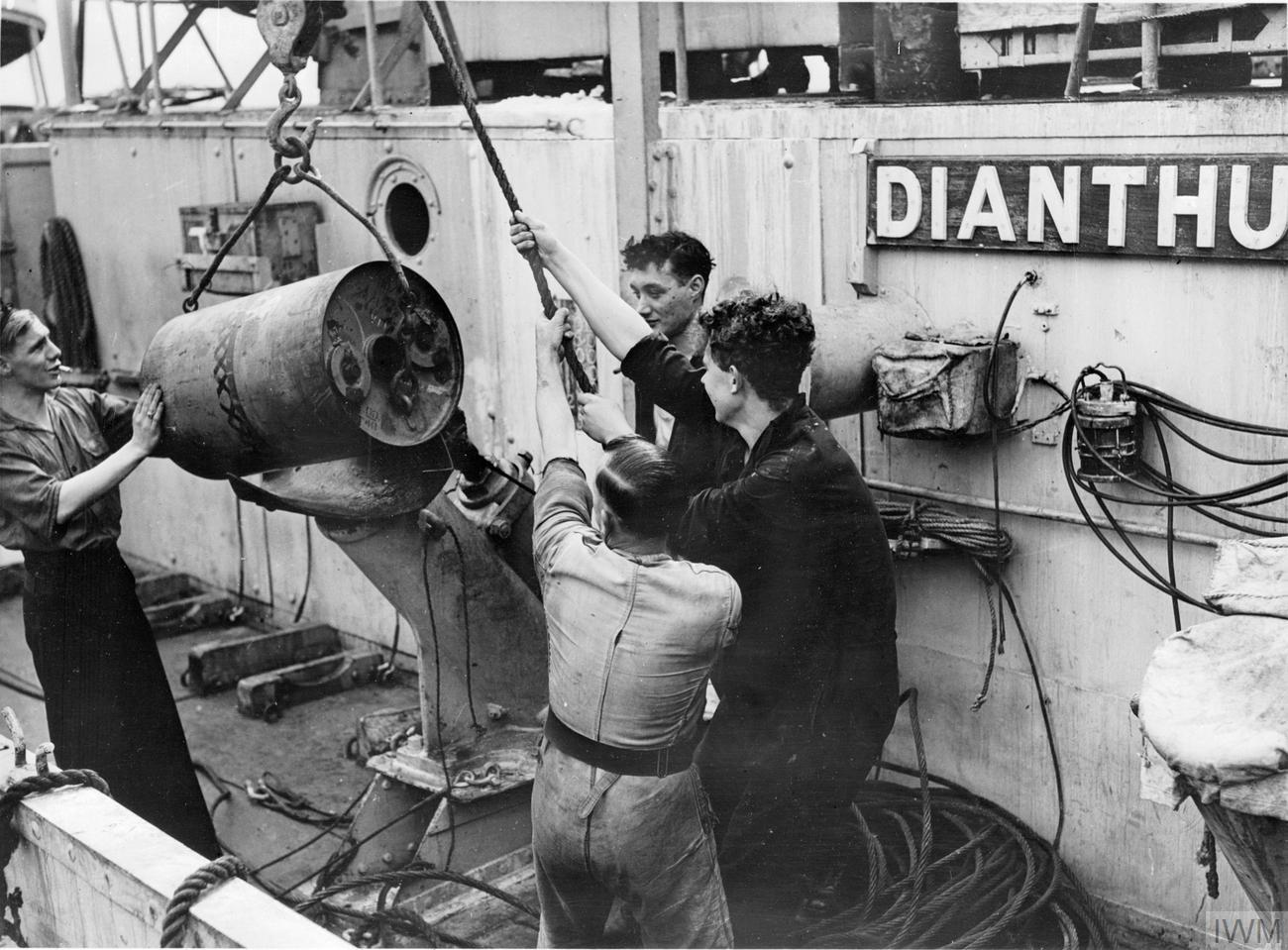
Miotacz bomb głębinowych ładowany na pokładzie korwety HMS "Dianthus", 14 sierpnia 1942

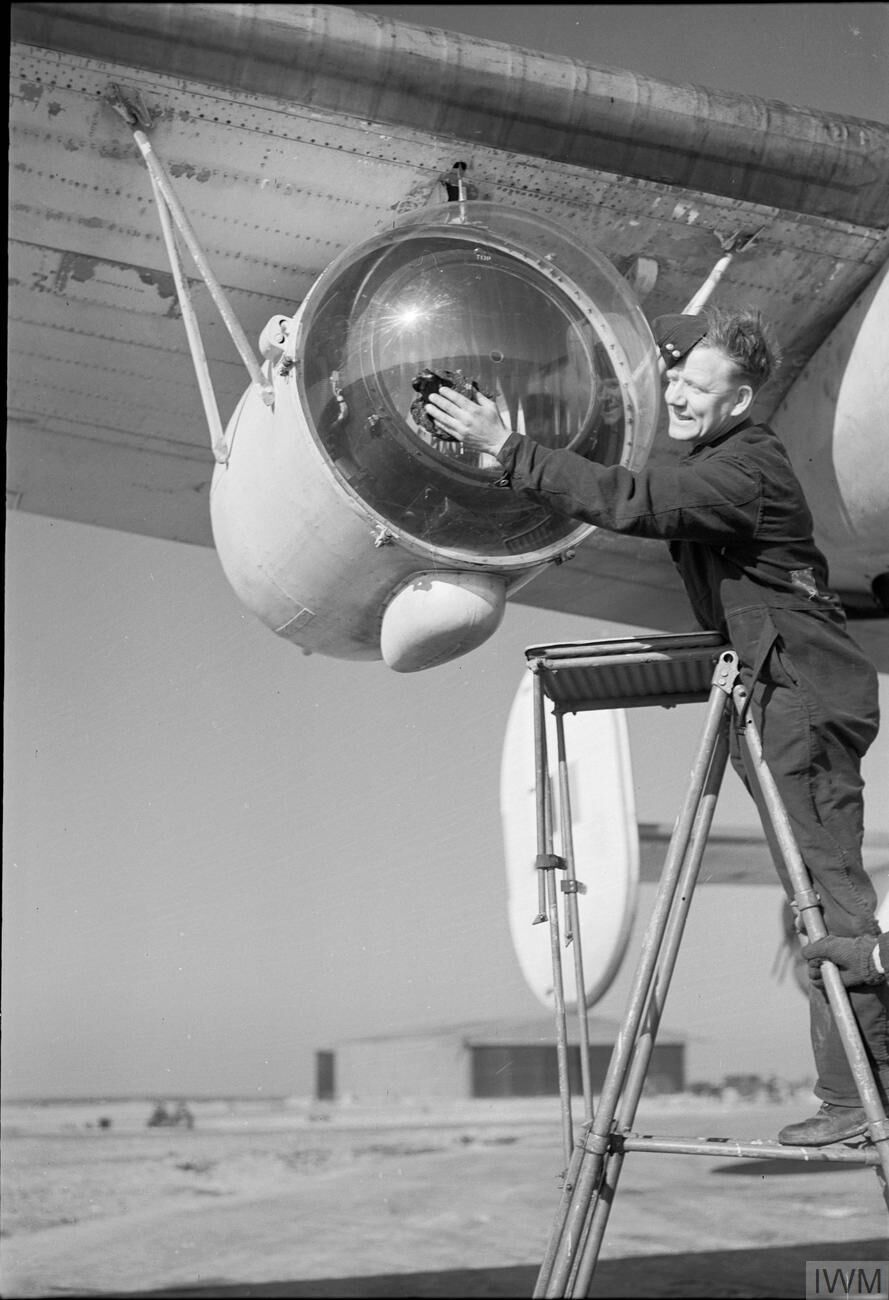
Reflektor Leigha zamontowany pod skrzydłem samolotu Liberator należącego do Royal Air Force Coastal Command, 26 lutego 1944

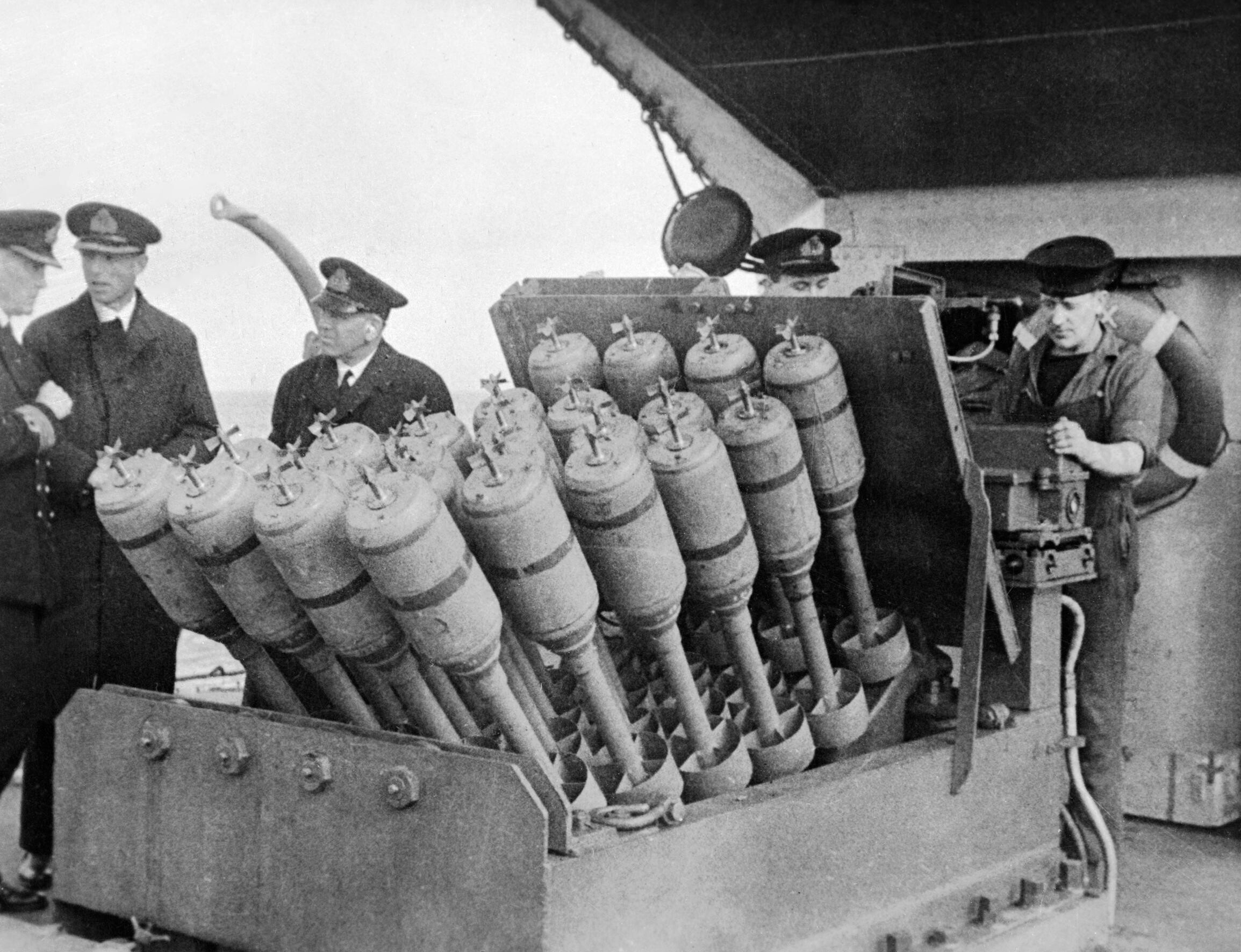
Hedgehog, 24-lufowy miotacz bomb głębinowych, zamontowany na przednim pokładzie niszczyciela HMS "Westcott", 28 listopada 1945 r.

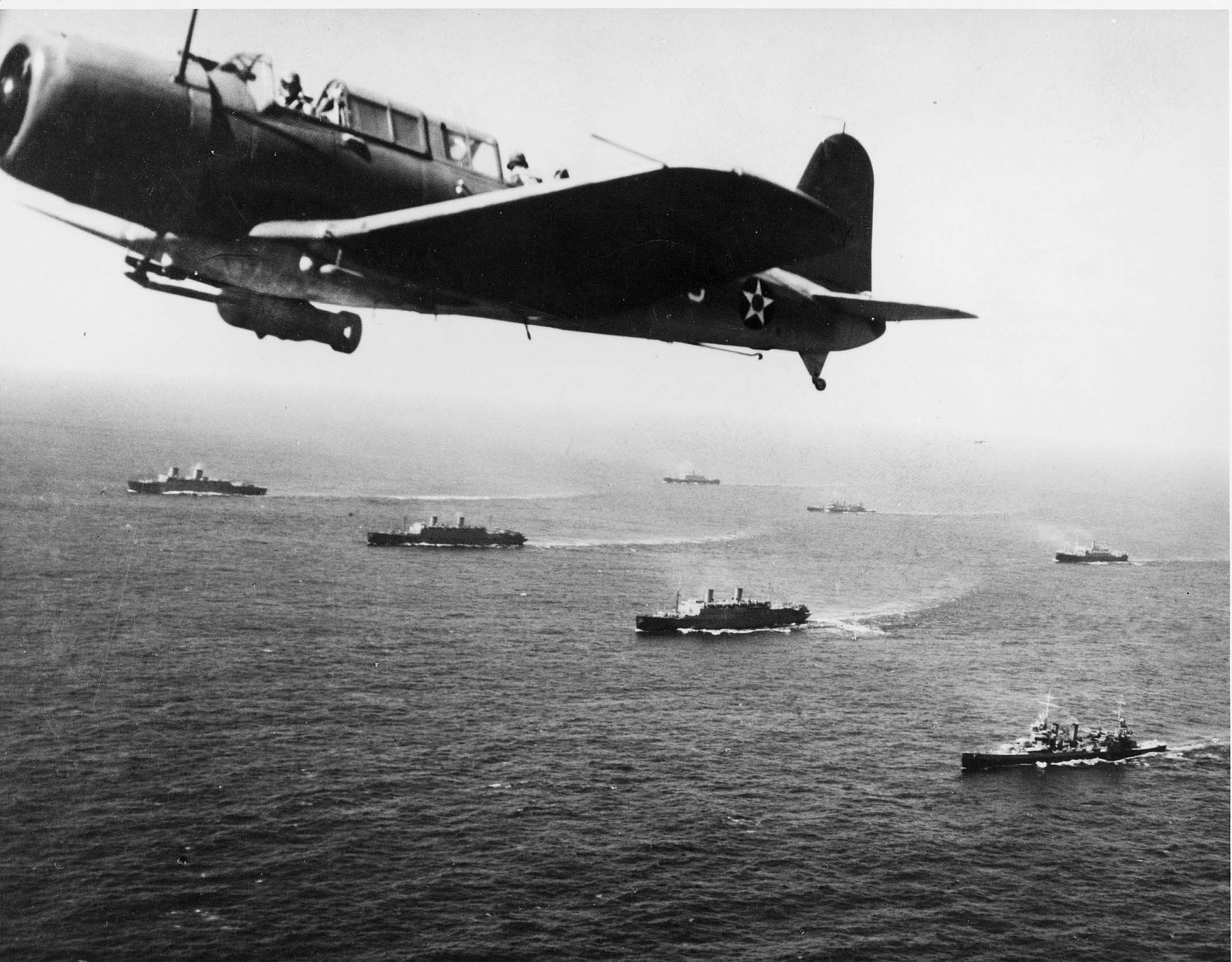
Samolot Vought SB2U Vindicator z lotniskowca USS "Ranger" wykonuje patrol przeciwpodwodny nad konwojem WS12 na trasie do Kapsztadu, 27 listopada 1941

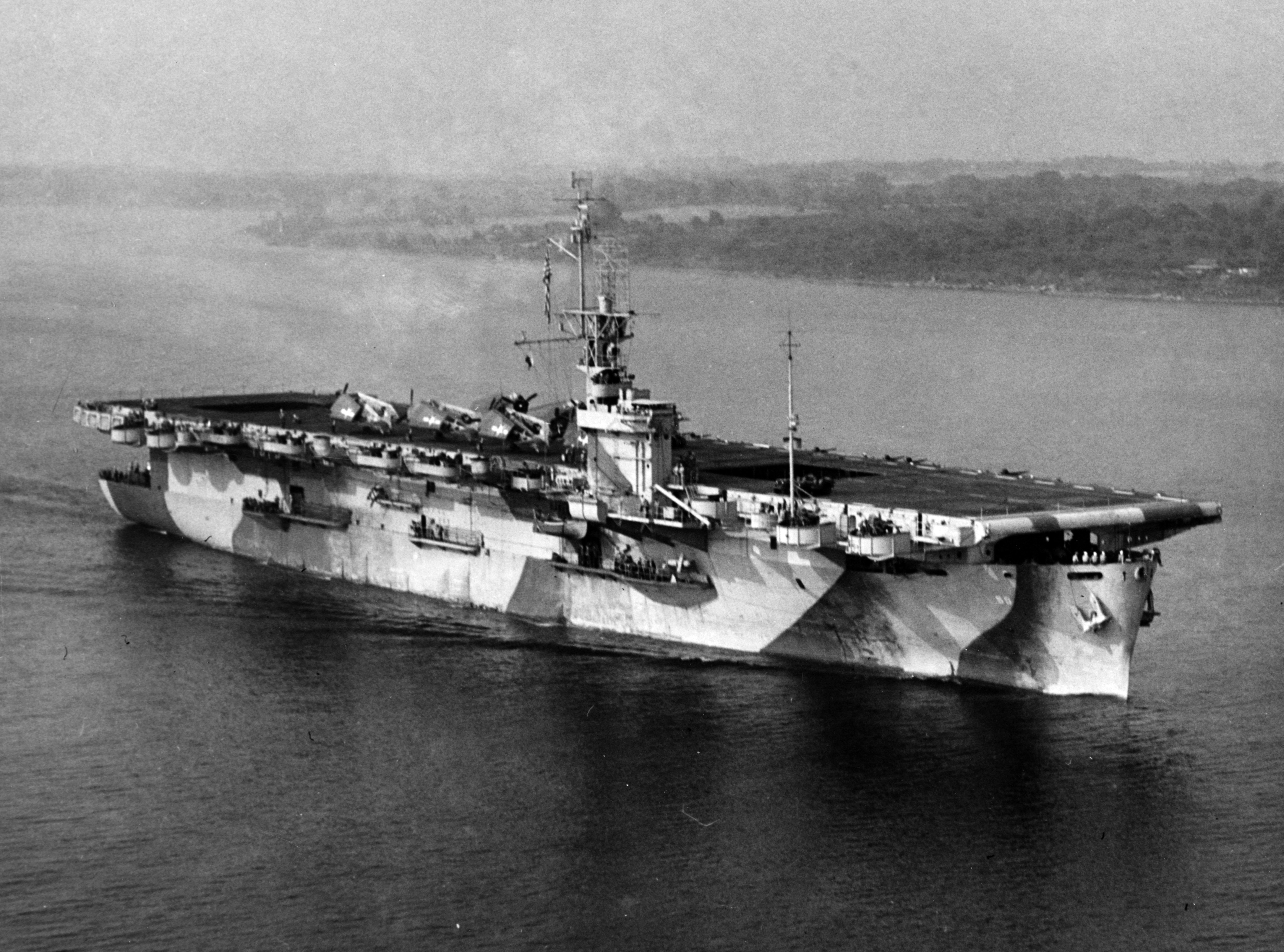
Lotniskowiec eskortowy USS "Mission Bay" operujący głównie jako lotniskowiec ZOP na Atlantyku. Na zdjęciu zrobionym w sierpniu 1944 w pobliżu wschodniego wybrzeża USA, gdy nosił kamuflaż Measure 32 Design 4A. Na pokładzie myśliwce Grumman F6F Hellcat. Warto zauważyć dużą antenę radaru przeszukującego morze SK umieszczoną na maszcie.

Zagrożenie ze strony okrętów podwodnych pojawiło się ponownie w czasie II wojny światowej, uderzając szczególnie mocno w narody wyspiarskie, takie jak Japonia lub Wielka Brytania, uzależnione od morskich dostaw żywności, ropy i innych surowców. Pomimo świadomości tej sytuacji uczyniono niewiele dla przygotowania odpowiednich sił przeciwpodwodnych, czy też opracowania nowych rodzajów broni ZOP. Podobna sytuacja dotyczyła innych marynarek, mimo że każda większa flota wojenna miała duże i nowoczesne siły podwodne. Na początku wojny większość marynarek zakładała, że zadania ZOP będą polegały na zlokalizowaniu wroga za pomocą sonaru, a następnie obrzuceniu go bombami głębinowymi. W trakcie wojny okazało się jednak, że sonar jest mniej efektywny, niż zakładano, a w działaniach przeciwko okrętom podwodnym operującym na powierzchni nocą jest całkowicie bezużyteczny. Royal Navy pracowała w okresie międzywojennym nad polepszeniem parametrów pętli indukcyjnej, ale była to broń pasywna, służąca praktycznie tylko do obrony portów. Technologia pętli została szybko opanowana i rozwinięta przez US Navy w 1942, kiedy to utworzono na świecie dziesiątki stacji obsługujących to urządzenie. Sonar okazał się jednak o wiele skuteczniejszy i technologia indukcyjna przestała być rozwijana zaraz po wojnie.
Aliancka taktyka ZOP obejmowała tworzenie konwojów, agresywne tropienie U-Bootów i utrzymywanie ważnych okrętów poza znanymi miejscami koncentracji okrętów podwodnych wroga.
Podczas II wojny światowej alianci opracowali wiele technik, taktyk i broni służących do zniszczenia wrogich okrętów. Wśród nich były m.in.:
Okręty
- dobieranie statków do konwojów w taki sposób, aby wszystkie mogły utrzymać jedną prędkość (szybkie i wolne konwoje)
- większe konwoje, które pozwalały na skoncentrowanie w jednym miejscu większej liczby okrętów osłony
- duże programy rozbudowy w masowy sposób sił małych okrętów służących do obrony konwojów – korwet, fregat, niszczycieli eskortowych i lotniskowców eskortowych
- stworzenie grup wsparcia, składających się z eskortowców, które mogły być wysłane dla wzmocnienia atakowanego konwoju. Wolne od obowiązku pozostawania z konwojem grupy wspierające mogły kontynuować polowanie na zanurzony okręt podwodny tak długo, aż ten zmuszony przez wyczerpywanie się akumulatorów i powietrza wynurzał się.

Lotnictwo i radar
- bombardowanie lotnicze schronów U-Bootów w Breście i La Rochelle (było to zupełnie nieskuteczne)
- patrole samolotów dalekiego zasięgu w celu zmniejszenia "dziury atlantyckiej"
- lotniskowce eskortowe zapewniające osłonę lotniczą konwojom, także łatające dziurę
- Radionamiernik HF/DF fal wysokiej częstotliwości, służący do lokalizacji wrogiego okrętu podwodnego, gdy ten używa radia
- wprowadzenie radaru morskiego
- wprowadzenie radaru samolotowego
- reflektory poszukiwawcze Leigh, które wraz z radarem na samolotach pozwalały na zaskoczenie okrętu podwodnego w nocy na powierzchni.

Broń
- środki do zwalczania torped akustycznych, takie jak zakłócacz Foxer
- wynalezienie broni ZOP do ataku przed dziobem okrętu, takich jak Hedgehog i Squid
- samonaprowadzająca się torpeda Mk.24 Fido

Wywiad
- jednym z najlepiej strzeżonych sekretów alianckich było złamanie kodów niemieckich i japońskich, w tym Enigmy (informacje zebrane w ten sposób określano w angielskim ośrodku kryptologicznym Bletchley Park jako Ultra). Pozwalało to na śledzenie "wilczych stad" i zmiany tras konwojów, jednak za każdym razem, gdy Niemcy zmieniali kody, straty konwojów mocno rosły. Pod koniec wojny alianci regularnie łamali i czytali niemieckie kody morskie.

Zapewnienie osłony lotniczej było sprawą kluczową. Niemcy w tym czasie wykorzystywali do atakowania statków i prowadzenia rozpoznania dla okrętów podwodnych samoloty dalekiego zasięgu Focke-Wulf Fw 200 "Condor". Większość z ich lotów odbywała się poza zasięgiem alianckich samolotów bazujących na lądzie, co spowodowało powstanie tzw. dziury atlantyckiej (obszaru niedostępnego dla lotnictwa alianckiego ze względu na odległość od lądu). Na początku Brytyjczycy zastosowali tymczasowe rozwiązania dla tej sytuacji, takie jak statki CAM, zastąpione potem przez masowo produkowane i względnie tanie lotniskowce eskortowe budowane w Stanach Zjednoczonych i wykorzystywane zarówno przez US Navy jak i Royal Navy. Wprowadzili także samoloty patrolowe dalekiego zasięgu. Wiele U-Bootów obawiało się samolotów, ponieważ sama ich obecność wymuszała zwykle konieczność zanurzenia się i przerwania patrolu bądź ataku.
W taktyce dwóch głównych alianckich marynarek występowały znaczące różnice. Amerykanie, krytykujący Brytyjczyków, faworyzowali agresywne taktyki myśliwskie, zakładające używanie lotniskowców eskortowych do aktywnego poszukiwania i niszczenia, podczas gdy Brytyjczycy woleli używać swych okrętów lotniczych do bezpośredniej obrony konwojów. Amerykanie oceniali, iż powoduje to niedostateczne zmniejszanie liczby U-Bootów. Na brytyjską taktykę wpływ miał fakt, że Wielka Brytania przez dłuższy czas walczyła sama w bitwie o Atlantyk, mając przy tym mocno ograniczone siły. Nie posiadała dodatkowych sił eskortowych, umożliwiających długotrwałe polowanie na wroga, postanowiono zatem zwalczać tylko okręty wroga zagrażające w danej chwili konwojowi. Kluczowym elementem było bezpieczeństwo konwoju, którego w przypadku nieudanego polowania nie można było zapewnić.
Z chwilą przyłączenia się Stanów Zjednoczonych do wojny dwie powyższe taktyki wzajemnie się uzupełniały, tłumiąc skuteczność i redukując liczbę niemieckich U-Bootów. Zwiększenie sił morskich aliantów pozwoliło zarówno na wzmocnienie obrony konwojów, jak i na stworzenie grup myśliwskich, co zaowocowało znacznym wzrostem liczby zatopionych U-Bootów w dalszej części wojny. Brytyjskie projekty, takie jak ASDIC, radar centymetrowy oraz reflektory Leigh, także osiągnęły stopień zaawansowania odpowiedni dla skutecznego wspomagania polowań na okręty podwodne, choć na początku wojny technologia bardziej sprzyjała tym ostatnim. Dowódcom, takim jak Frederic John Walker, udało się rozwinąć zintegrowane taktyki praktycznego wykorzystywania grup myśliwskich.

#### Wojna na Pacyfiku
Japońscy inżynierowie wprowadzili do swoich konstrukcji wiele innowacji, tworząc jedne z największych okrętów podwodnych, o najdalszym zasięgu. Były one wyposażone w zabójcze torpedy Type 93 (długie lance), uznawane za najlepsze torpedy II wojny światowej. Japońskie siły podwodne ostatecznie jednak nie odegrały znaczącej roli, szczególnie w drugiej połowie wojny, co częściowo było winą taktyki obranej przez dowódców. Zamiast atakować statki handlowe – tak jak Niemcy na Atlantyku – Japończycy postępowali według doktryny Alfreda Mahana, atakując głównie okręty wojenne: szybsze, lepiej manewrujące i lepiej broniące się, w porównaniu do statków handlowych. W początkowym okresie wojny japońskie okręty podwodne zaliczyły kilka taktycznych zwycięstw, w tym wykonanie dwóch udanych ataków torpedowych na lotniskowce USS "Saratoga" i "Wasp" (który został opuszczony i zatopiony w wyniku ataku), ocenia się jednak, że były to raczej przypadkowe sukcesy, spowodowane ograniczonymi możliwościami US Navy. Z chwilą gdy Stany Zjednoczone rozwinęły masową produkcję niszczycieli i niszczycieli eskortowych, a także wprowadziły w życie techniki wypracowane przez Brytyjczyków w bitwie o Atlantyk, były w stanie znacząco zwiększyć straty wśród japońskich okrętów podwodnych, które były wolniejsze i nie mogły zanurzać się tak głęboko, jak ich niemieckie odpowiedniki. Japońskie okręty podwodne nigdy nie stanowiły takiego zagrożenia dla alianckich linii żeglugowych, jakim były okręty niemieckie.
W 1942 i na początku 1943 amerykańskie okręty podwodne w niewielkim stopniu zagrażały japońskim jednostkom pływającym, zarówno wojennym jak i handlowym. Jednym z głównych powodów takiej sytuacji były wadliwe torpedy, które często nie wybuchały, płynęły zbyt głęboko albo niestabilnie. W obliczu takiego stanu japońscy dowódcy czuli się pewnie, przez co nie włożyli tyle wysiłku w środki ZOP, co alianci na Atlantyku, nie wzmocnili też ochrony swoich konwojów. Nietraktowanie przez Japończyków zagrożenia ze strony alianckich łodzi podwodnych jako sprawy wysokiej wagi wzmocniło poczucie pewności i samozadowolenia u amerykańskich dowódców. Niemieccy dowódcy na Atlantyku zachowywali się inaczej, rozumiejąc zagrożenie jako kwestię życia lub śmierci.
Wiceadmirał Charles A. Lockwood, dowódca amerykańskich sił podwodnych na Pacyfiku, naciskał na dział zaopatrzeniowy, aby wadliwe uzbrojenie zostało wymienione. Do legendy przeszło zachowanie admirała, który po tym jak został zignorowany przez zaopatrzeniowców, przeprowadził własne testy potwierdzające niesprawność podstawowego uzbrojenia swoich sił. Wprowadził też zmiany kadrowe, stawiając na młodszych, bardziej agresywnych dowódców. W rezultacie tych działań w drugiej połowie 1943 roku skala zatopień japońskich jednostek pływających przez amerykańskie okręty podwodne znacznie wzrosła: Japończycy utracili kilka ciężkich okrętów oraz prawie połowę swej floty handlowej. Japońskie dowództwo zostało zaskoczone i nie mogło podjąć szybkich kroków zapobiegawczych, gdyż nie ulepszono w znaczący sposób istniejących technologii i taktyk ZOP. Japonia nie posiadała też odpowiednich mocy produkcyjnych, aby zastąpić zatopiony tonaż nowymi statkami oraz sprostać wojnie rajderskiej, w przeciwieństwie do aliantów na Atlantyku.
Japońskie siły ZOP opierały się głównie na niszczycielach wyposażonych w sonar i bomby głębinowe. Projekty japońskich niszczycieli kładły jednak główny nacisk na nocne potyczki i ataki torpedowe, zmniejszając w ten sposób zdolności ZOP tych okrętów. Zanim zaprojektowano i zbudowano bardziej ekonomiczne i lepiej wyposażone do wojny przeciwpodwodnej niszczyciele eskortowe, było zbyt późno, aby uratować szlaki żeglugowe. W drugiej części wojny japońska armia i marynarka używały do wykrywania płytko zanurzonych okrętów podwodnych urządzeń MAD montowanych na samolotach. Japońska Armia zbudowała także dwa małe lotniskowce i samolot Ka-1, który był używany do wypełniania zadań ZOP.
Japońskie ataki bombami głębinowymi przeprowadzane przez siły nawodne na amerykańskie jednostki były początkowo nieskuteczne. Innym powodem była doktryna japońskiej Marynarki, która kładła nacisk na działania floty, a nie na ochronę konwojów, więc najlepsze okręty i załogi były angażowane gdzie indziej. Ważnym powodem małych strat amerykańskich w pierwszym okresie wojny była japońska tendencja do zbyt płytkiego detonowania bomb głębinowych. Japończycy byli nieświadomi tego, że alianckie okręty mogą się zanurzać na głębokość ponad 45 metrów. Przewaga ta została zniweczona w czerwcu 1943, gdy na konferencji prasowej kongresmen Andrew J. May ujawnił te dane i wkrótce potem japońskie bomby głębinowe zaczęły wybuchać na głębokości 76 metrów. Charles A. Lockwood ocenił później, że ujawnienie przez kongresmena tej tajemnicy kosztowało amerykańską marynarkę przynajmniej 10 okrętów i 800 marynarzy.
W późniejszym okresie wojny wynaleziono aktywne i pasywne boje sonarowe zrzucane z samolotów.

### HMS Venturer i wynalezienie okrętów myśliwskich
Podczas II wojny światowej na okręty podwodne polowano głównie na powierzchni, a podejmowały one atak pod wodą jedynie gdy kontakt podczas zanurzania się był utrzymywany. Nie spodziewano się, że okręt podwodny mógłby tropić inny okręt podwodny pod powierzchnią i prowadzić walki torpedowe. Okazało się to możliwe dopiero po starciu HMS "Venturer" i U-864 na Morzu Północnym, w pobliżu portu w Kilonii.
U-864 przewoził plany tajnych niemieckich technologii wojskowych, które miały pomóc Japonii w zwalczaniu amerykańskich rajdów bombowych. "Ultra" zawiadomiła o tym rejsie Royal Navy, która wysłała okręt podwodny dowodzony przez Jimmy'ego Laundersa, aby przejął ładunek. Podwodny pościg trwał do momentu aż Launders zdecydował się na przeprowadzenie kompleksowych obliczeń potrzebnych do wykonania strzału w trzech wymiarach. Dokonano tego ręcznie, wykorzystując przewidywane kursy celu. Wystrzelono cztery torpedy, w 17-sekundowych odstępach. U-864 znalazł się na trasie jednej z nich i rozpadł się na dwie części.
Była to pierwsza próba zatopienia przez jeden okręt podwodny drugiego w momencie, gdy oba były zanurzone, a przy tym jedyna odnotowana do dziś jako udana.

### Po wojnie
Od wprowadzenia okrętów podwodnych zdolnych do przenoszenia balistycznych pocisków rakietowych marynarki różnych krajów wkładają wiele wysiłku w zwalczanie zagrożenia z ich strony.
Na niektórych obszarach oceanu, gdzie dno tworzy naturalne bariery, długie rzędy boi sonarowych stawianych z okrętów nawodnych bądź samolotów umożliwiają stałe monitorowanie wód. System taki - o nazwie SOSUS - zastosowano w strefie GIUK.

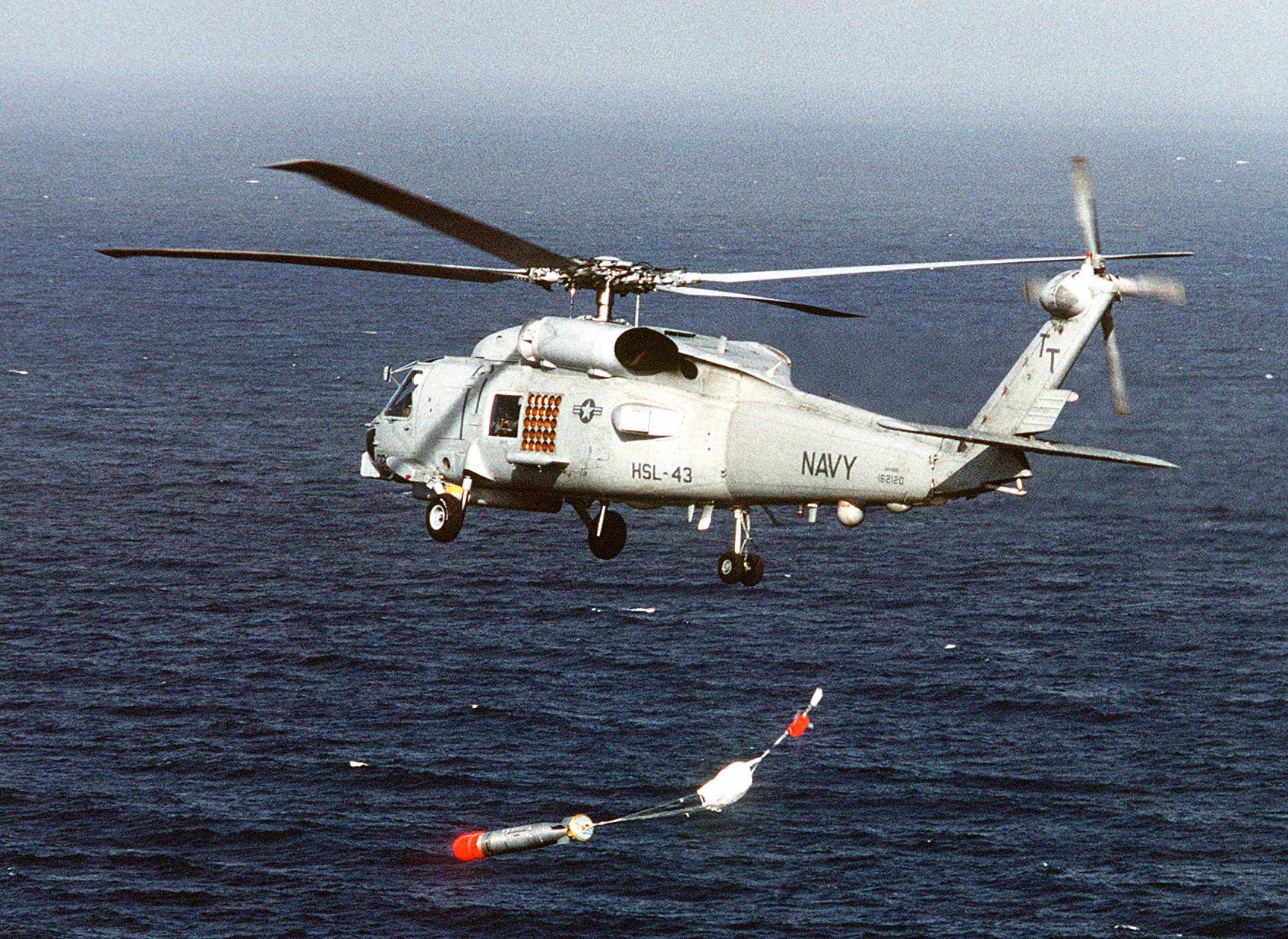
SH-60B SeaHawk wykonuje ćwiczebny atak torpedą przeciwpodwodną Mark 46

Siły przeciwpodwodne są wyposażone w coraz bardziej zaawansowane torpedy, bomby i inne ładunki głębinowe oraz sonary holowane (co miało zredukować problem szumów własnych) o dużym zasięgu. Helikoptery mogą latać w określonej odległości od okrętu i transmitować dane z boi do Centrum Informacji Bojowej. Mogą także oprócz boi sonarowych zrzucać torpedy samonaprowadzające się z pozycji oddalonej o wiele mil morskich od okrętu, który prowadził monitorowanie i analizę danych o okręcie podwodnym. Zanurzone okręty podwodne są zasadniczo ślepe na akcje podejmowane przez samoloty patrolowe, do momentu gdy te użyją aktywnego sonaru bądź odpalą jakąś broń, natomiast duża prędkość samolotu umożliwia szybkie przeszukanie podejrzanego obszaru.
Po drugiej wojnie światowej włączono do służby wiele myśliwskich okrętów podwodnych, których zadaniem jest niszczenie innych (szczególnie balistycznych) okrętów podwodnych. Początkowo rolę tę spełniały okręty dieslowsko-elektryczne, ale coraz częściej były one zastępowane okrętami o napędzie nuklearnym. Na rozwój sił myśliwskich znacząco wpłynął pojedynek pomiędzy HMS "Venturer" a U-864.
Ważny udział w wykrywaniu okrętów podwodnych ma MAD (ang. Magnetic Anomaly Detector – detektor anomalii magnetycznych), będący urządzeniem pasywnym. Po raz pierwszy zastosowany na szerszą skalę w czasie II wojny światowej, używa ziemskiej magnetosfery jako wielkości bazowej, wykrywając anomalie powodowane przez duże metalowe obiekty, takie jak okręty podwodne. Nowoczesne detektory MAD znajdują się zazwyczaj na długich wysięgnikach (bomach) w przypadku samolotów lub opływowych osłonach na długim kablu – w przypadku helikopterów. Utrzymywanie sensorów z dala od silników i awioniki pojazdu latającego pomaga w wyeliminowaniu interferencji.

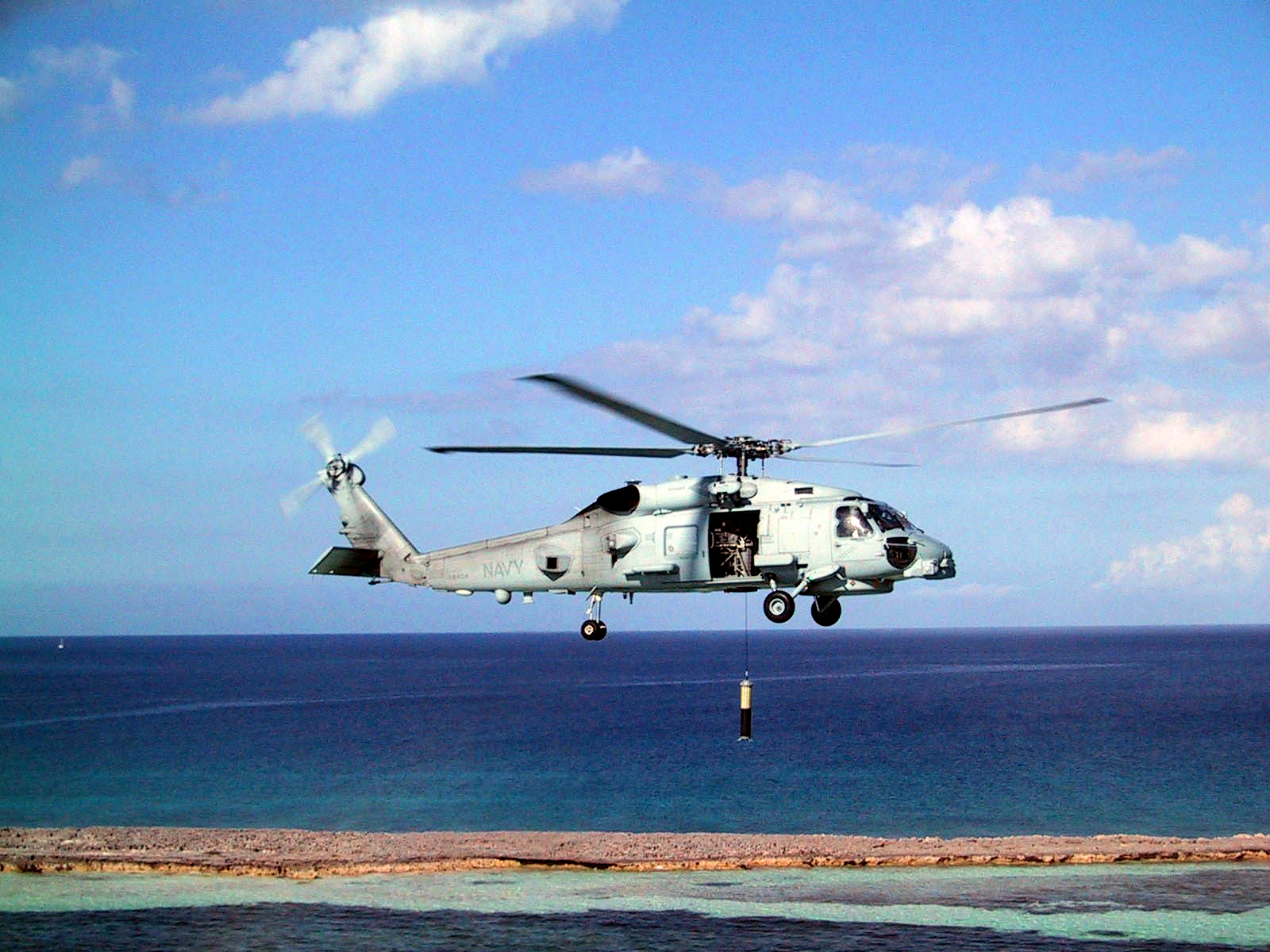
MH-60R prowadzący działania testowe i oceniające z wykorzystaniem lotniczego skanera niskich częstotliwości (ang. airborne low frequency sonar (ALFS)

## Używane technologie
W nowoczesnej wojnie przeciwpodwodnej wykorzystuje się wiele technologii:
- akustyczne – związane z aktywnym i pasywnym sonarem, bojami sonarowymi i hydrofonami. Aktywny sonar używany do działań ZOP wykorzystuje średnie częstotliwości (około 3,5 kHz).
- pirotechniczne – używane w markerach, flarach i urządzeniach wybuchowych
- reflektory poszukiwawcze
- radar
- środki walki elektronicznej i akustycznej, takie jak generatory szumów
- pasywne środki techniczne – wyciszanie i projektowanie pochłaniających dźwięk materiałów
- wykrywanie anomalii magnetycznych
- aktywne i częstsze pasywne detektory podczerwieni